# Karyawan
Mit Karyawan wurden aktive Offiziere der Streitkräfte Indonesiens bezeichnet, die für Aufgaben in der zivilen Administration des Staates oder der Regierung und in verstaatlichen Unternehmen abgestellt wurden. Dem Militär wurde mit der „Doppelfunktions“-Doktrin nicht nur eine Rolle bei der Landesverteidigung, sondern auch in Politik und Entwicklung zugewiesen. Das Konzept sollte unter Präsident Suharto in der „Neuen Ordnung“ (Orde Baru) die Macht der Armee sichern und ihre Rolle in der Wirtschaft legitimieren. Dies ging einher mit dem militärischen Verständnis von „Führung“, mittels Disziplin und Integrität, die als lebenswichtig für die Entwicklung der gesamten Nation angesehen wurden. Für die Umsetzung unterhielten die Streitkräfte das zentrale Büro für sozialpolitische Angelegenheiten (Kasospol). 1992 gab es 14.000 Militärangehörigein zivilen Funktionen.
In Timor Timur (dem zwischen 1976 und 1999 von Indonesien besetztem Osttimor) waren am Ende der Besatzungszeit 140 wichtige Ämter in der Regierung mit Karyawan besetzt. Dazu gehörte die Leitung von 19 Provinzämtern, der stellvertretende Gouverneurs und zwei Assistentsgouverneure. Auch der Sekretär der Regionalverwaltung, der Leiter der Abteilung für soziale und politische Angelegenheiten (Kakansospol) und der Direktor der regionalen Entwicklungsplanungsbehörde (Bappeda) waren aktive Offiziere. Auf Ebene der Distrikte  waren drei der 13 Administratoren (Bupati) sowie 61 weitere Ämter mit Offizieren besetzt.